# Alicia de Bryene

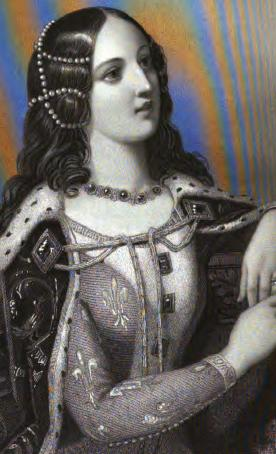
Isabel de Valois, cuya boda con Ricardo II de Inglaterra es mencionada en las cartas 6 y 8 del libro de cartas de Alicia de Bryene.

Alicia de Bryene (en inglés, Alice de Bryene o Alice Brian (nacida en el siglo XIV; fallecida en 1413 o después) fue una noble inglesa propietaria de fincas en Suffolk y presente en la corte de Ricardo II (quien reinó 1377–1399). Era la esposa de Guy Brian el joven, nuera de Guy Brian el viejo, y nieta de Alicia de Bures.
Alicia enviudó en 1386 y volvió a Acton (Suffolk), y murió en 1435. Fue enterrada en la iglesia de Acton.

## Documentos domésticos
Alicia de Bryene es mencionada con frecuencia en textos de historia social debido a que han llegado a nuestros días dos de sus documentos domésticos. Proporcionan una perspectiva profunda sobre las actividades de una familia noble a finales del siglo XIV. Estos documentos son: una hoja simple de un libro de cartas, que contiene copias de ocho cartas recibidas en la casa de Alicia de Bryene en los años 1390; y un libro administrativo que da detalles de la comida y la bebida consumida en la casa entre octubre de 1412 y septiembre de 1413.
La hoja del libro de cartas (PRO SC 1/51/24) fue publicada por Edith Rickert en 1927. Según Rickert, "seis de las cartas se pueden datar alrededor de 1393-96, una quizá antes, y una (la primera) no lleva marcas de fecha". Las cartas están escritas en anglonormando, y se asume que fueron copiadas al libro de cartas por el secretario de Alicia de Bryene. La carta n.º 4 procede del rey Ricardo II a Alicia. La carta n.º 3 es de sir Juan Devereux, administrador de la casa de Ricardo II y que murió en 1394; Juan se refiere a Alicia como ma tres-chere soer, "mi muy querida hermana" porque su hijo Juan se había casado con la hija de ella, Filipa. La carta n.º 6 es del joven Juan Devereux a Filipa; la n.º 8 de él a su suegra Alicia. Estas dos cartas fueron escritas en Calais alrededor del 31 de octubre de 1396 durante el matrimonio de Ricardo II con Isabel de Valois. La n.º 7 es del otro yerno de Alicia, Roberto Lovell, un rico y joven terrateniente de Essex, que servía en la corte del rey Ricardo, quien le escribía muy afectuosamente desde Irlanda.
La contabilidad anual de su administrador, cerrada en la festividad de San Miguel del año 1419, escrita en latín, fue publicada por M. K. Dale y V. B. Redstone en 1931, y fue usado por Evelyn Myatt-Price y Ernest Rubin para estudios estadísticos de comida y bebida, especialmente la elaboración de cerveza (ale) y su consumo en la Inglaterra del siglo XV. En el período estudiado, la cerveza se elaboraba en casa cada seis días más o menos, y el consumo medio era de aproximadamente un galón.